# Hare (sport)

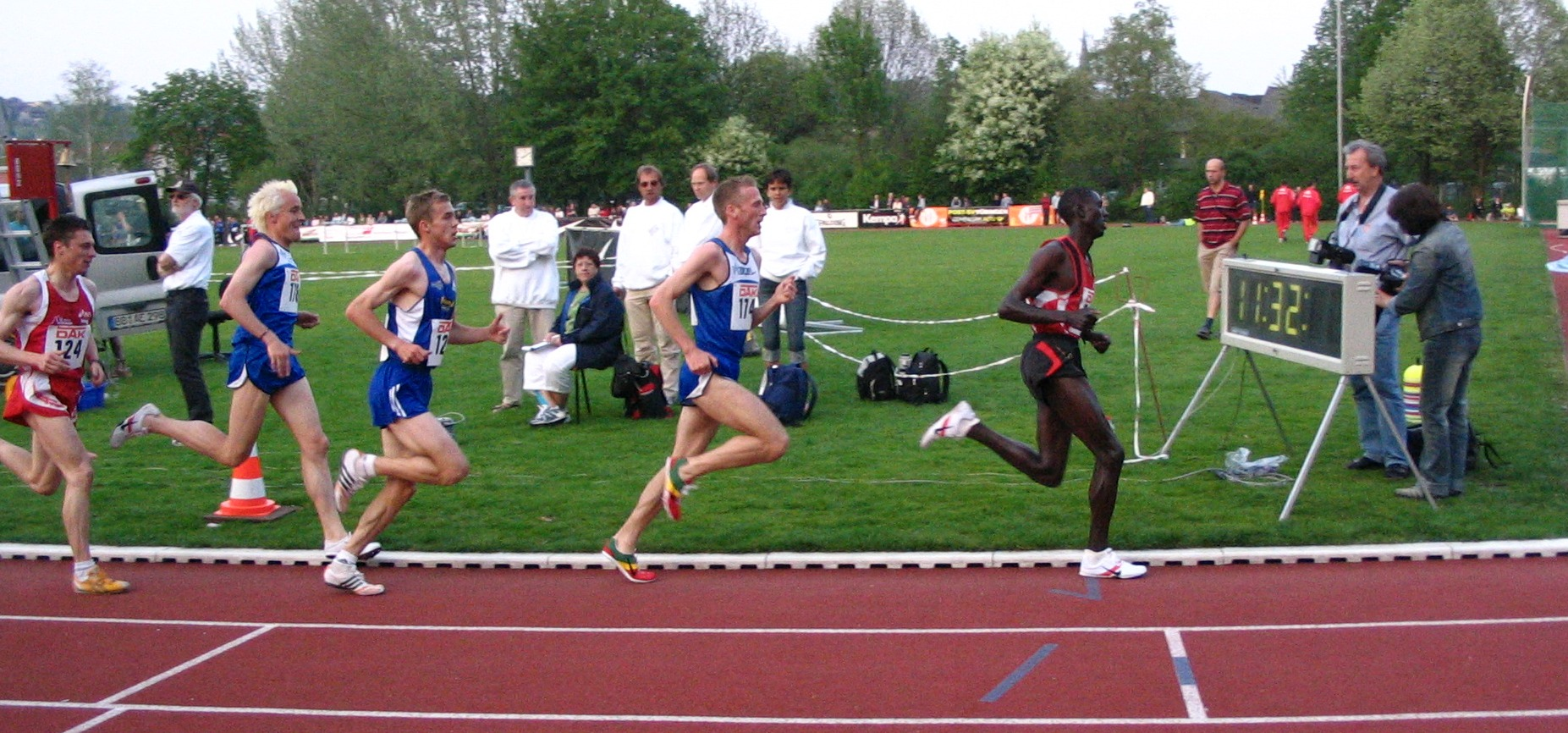
Tyska mästerskapen över 10 000 meter i Tübingen, 2006. Jacob Losian till höger är hare i loppet.

En hare är i sportsammanhang en anlitad farthållare i löpgrenar, främst i medel- och långdistanslopp. Haren är en tävlande som likt haren i hundkapplöpning deltar i första hand för att hålla ett högt och/eller ett stabilt tempo i början av loppet och på så sätt ge övriga tävlande förutsättningar till bra sluttider. Haren kan ha i uppgift att löpa på en specifik varvtid eller en specifik tid per kilometer. Särskilt vid rekordförsök anlitas ofta en eller flera harar.
Haren avbryter ofta loppet när uppdraget är slutfört eller vid trötthetskänning. Haren har dock rätt att fullfölja loppet, och det har även hänt att haren vunnit det.

## Källhänvisningar
1. 1 2  "hare".[död länk] NE.se. Läst 26 oktober 2014.
2. ↑  Marathon.se: Haren vann Berlin Marathon... Publicerad 10 september 2000. Läst 11 augusti 2017.